# Htupayon Pagode (Sagaing)
Die Htupayon Pagoda (birmanisch ထူပါရုံ ဘုရား, tʰù bà jòʊ̯ɴ pʰəjá) ist ein Sakralbau in Sagaing, Myanmar. Die buddhistische Stupa (Pagode) hat seit ihrer Erbauung 1444 verschiedene Erdbeben überstanden und mindestens drei große Umbauten. Das heutige Bauwerk wurde 2016 fertiggestellt.

## Geschichte
Der Bau steht in der Nähe der Yadanabon Bridge (ဧရာဝတီတံတား (ရတနာပုံ)) in Sagaing. 1444 wurde sie von König Narapati I. von Ava (r. 1442–1468) gegründet.
Der Bau begann am 23. Oktober 1444 während der Luchuan–Pingmian-Kampagnen (Chinese Invasions, chin.: 麓川之役; pinyin: Lùchuān Zhī Yì, 1436–49) im Königreich im Gebiet des heutigen Upper Myanmar (အထက်မြန်မာပြည်). Die erste Bauphase wurde etwa ein Jahr später Ende 1445 oder Anfang 1446 beendet. Der König hielt eine Zeremonie ab zur Einweihung der Pagode. Dazu erschienen Gesandte und Herrscher aus benachbarten Ländern, inklusive der chinesischen Beamte, mit denen der König den Friedensvertrag unterzeichnet hatte, sowie die Beamten von Lan Na, Onbaung, Hanthawaddy Pegu und weiteren unbenannten indischen Staaten. Die Arbeit an der Pagode dauerte noch weitere neun Jahre an. Die Kammer für die Reliquie wurde 1447/48 (809 Burmesischer Kalender, ME) vom König bestückt und geweiht; ihr hti (crowning umbrella) wurde erst 1454/55 (816 ME) aufgesetzt. Laut einer undatierten Inschrift an der Pagode war die ursprüngliche Höhe 49 m.

## Erdbeben und Wiederaufbau
Die Pagode befindet sich an der Verwerfungszone Sagaing Fault (စစ်ကိုင်းပြတ်ရွေ့ကြော) und hat verschiedene Erdbeben erlebt: 1501/02 (863 ME), 1512/13 (874 ME), 1590/91 (952 ME), 1648/49 (1010 ME), 1781/82 (1143 ME), 1839 (1201 ME) und 2012 (1374 ME). Das Ava-Erdbeben von 1839 verursachte schwere Schäden an der Pagode und nur die 30 m hohe Basis blieb intakt. Das Erdbeben vom 11. November 2012 verursachte 15 große Risse an der Pagode, welche zu einem kompletten Zusammenbruch hätten führen können.
Mindestens drei große Wiederaufbaukampagnen hat die Pagode erlebt. Die erste wurde 1605/06 (967 ME) durchgeführt. Die zweite wurde nach den Beschädigungen des Ava-Erdbebens von 1839 durchgeführt, sie begann 1851/52 (1213 ME), aber wurde vorzeitig beendet, als König Pagan Min (ပုဂံမင်း; r. 1846–1853), der Auftraggeber, in den Zweiten Anglo-Birmanischen Krieg (1852–1853) verwickelt wurde und daraufhin abdankte (1853). Die Pagode wurde daher nur mit einer kleinen, disproportionalen Kuppel wiederaufgebaut. Die dritte Wiederaufbauphase begann nach dem Erdbeben von 2012. Das Wiederaufbau-Komitee, unter Führung von Ven. Sitagu Sayadaw, baute die Pagode etwas größer wieder auf als den ursprünglichen Bau. – Das Profil war in einer undatierten Inschrift an der Pagode angegeben gewesen. – Die Basis wurde verbreitert (zusätzlich 90 cm auf jeder Seite) und die Höhe um 10 m aufgestockt. Die neue Höhe der Pagode liegt bei 61,5 m. Die kleinen Stupas, welche davor die Basis der Pagode umringten, wurden dafür versetzt. Die Reliquienkammer wurde nach dem Vorbild der Thuparamaya-Pagode in Anuradhapura, Sri Lanka, gestaltet. Die rekonstruierte Pagode wurde am 16. März 2016 eingeweiht.